# Alexander Križka

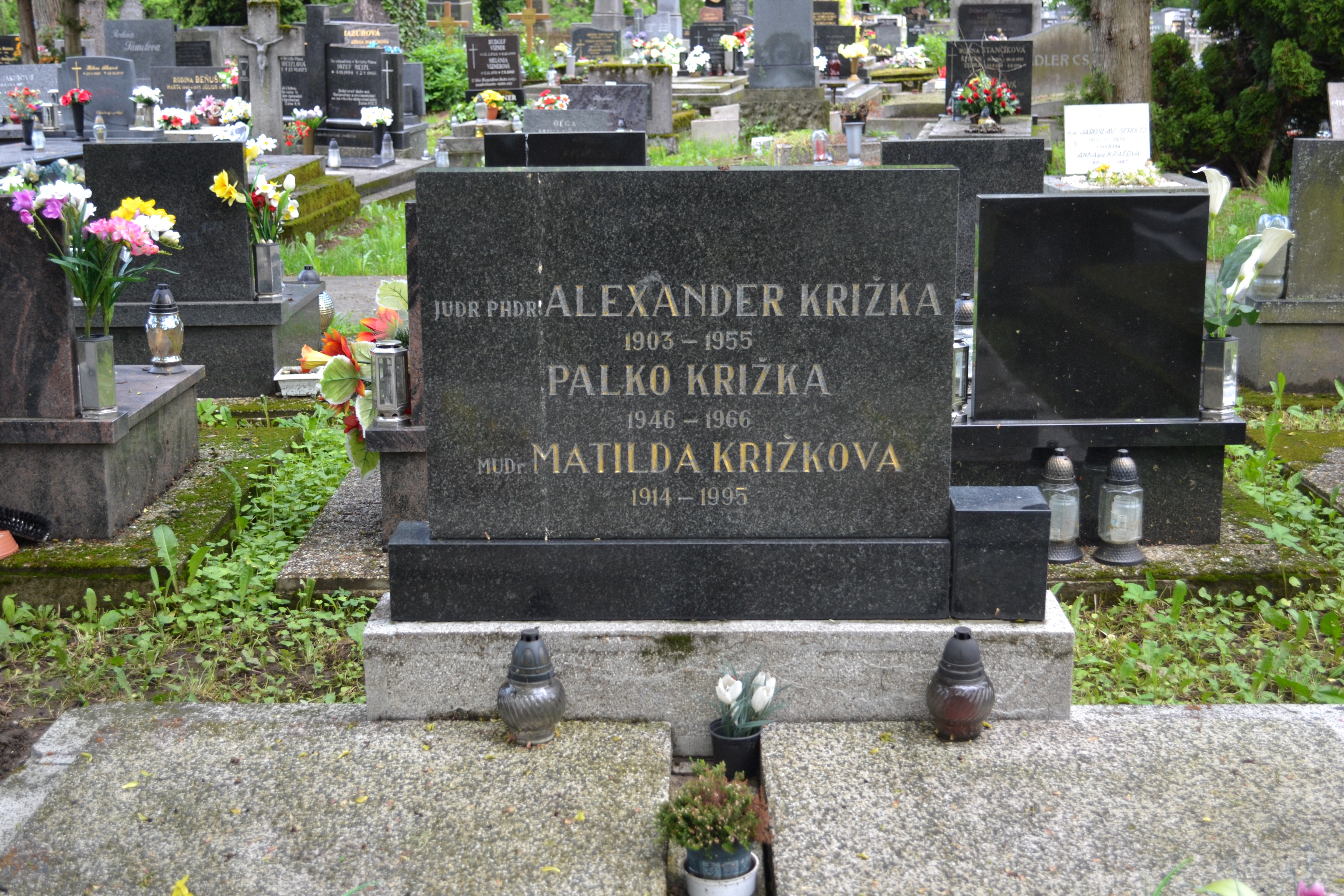
Hrob Alexandra Križku a jeho manželky v evangelickém hřbitově v Banské Bystrici

Alexander Križka (známý také pod pseudonymy John Thompson, nebo Ypsilon) (26. února 1903, Ružomberok, Rakousko-Uhersko – 9. prosince 1955, Košice, ČSR) byl slovenský spisovatel, pedagog, režisér a dramaturg. Do dějin literatury se zapsal především jako divadelní kritik a propagátor moderního dramatu.
Alexander se narodil v rodině Matěje Křížka a jeho manželky Adély, rozené Neumannové. Studoval na gymnáziu v Ružomberku, v letech 1921-1925 na Filozofické fakultě Karlovy univerzity v Praze a poté na pařížské Sorbonně. Ve francouzské metropoli studoval dále na Vysoké škole sociálních věd (1925-1926). Své zážitky z pobytu ve Francii popsal v knize V Paříži 1925 - 1927, která vyšla v roce 1927. V kontextu této sociograficko-urbanistické knihy (což je její přínos) Křižka popisuje fenomény modernizace a komercionalizace, postavení společenských tříd, zaměstnání a popis prostoru; a to z pozice tzv. flanérství. Je zajímavé, že Křižka v Paříži osobně poznal avantgardního výtvarníka a poeta Lajose Kassáka a spisovatele Sándora Máraia.
nakonec svá studia zakončil na Právnické fakultě Univerzity Komenského v Bratislavě. V roce 1928 získal titul PhDr. a v roce 1938 titul JUDr. Po skončení studia působil jako pedagog na gymnáziu v Prešově a Košicích. Působil v ochotnických divadlech, ve kterých inscenoval hry od Palárika, Stodolu či Tajovského. Podle Slovenského biografického slovníku byl tajemníkem Divadelního sdružení v Košicích, režisérem Jánošíkovy družiny a ve 30. letech autorem literárních a divadelních přednášek v Radiojournale. V kontextu divadla spolupracoval také s Místní oborem Matice slovenské v Prešově. V roce 1944 se aktivně účastnil protifašistického odboje.
Pokračoval také jako redaktor v Praze, státní úředník v Banské Bystrici (1938-1945), později byl také redaktorem časopisu Vatra a Zpravodajské agentury v Banské Bystrici.
Kromě toho byl členem spolku Svojeť, spoluzakladatelem Volného sdružení studentů socialistů ze Slovenska (1922) a DAV-u (1924). V prvním čísle časopisu DAV napsal článek Boj za svobodu tisku s cílem kritizovat dobovou cenzuru. V dalším čísle byl však z projektu vyloučen pro zneužití značky X10, kterou používal Okáli, a to v kontextu osočování časopisu Avantgarda.
Byl autorem povídek, článků o divadle a překladů dramatických a literárních děl z francouzského a italského jazyka.
Kromě DAV-u publikoval v periodikách Elán, Dělnické noviny, Nový rod, Mladé Slovensko, Slovenský východ, Divadelní svět, Za oponou a Šariš.
Křižka napsal symbolismem, novoromantismem a dekadencí inspirovanou knihu Smutný chlapec, kterou on sám představuje jako své první literární pokusy bez vyšších ambicí. Dílo, protkané proletářskými tématy, obsahuje konfrontace vypravěče se sociálně vyloučenými postavami prostitutek, invalidy a žebráky.
Jak uvádí Slovník divadelních kritiků a publicistů, Křižka je autorem state Myšlenky o podstatě dramatu (1927), v níž konstatuje, že drama napodobuje život jako ostatní umění kromě hudby a stavitelství. V článku o Příčinách stagnace slovenského dramatu konstatuje spolu s Obtulovičem, že na Slovensku je nedostatek "centrifugálnosti městské kultury a moderního velkého divadla". Příčinu tohoto nedostatku autoři našli v nedostatečném zpracování sociální otázky, dělnictví, úpadku měšťanstva a ženské otázky v dosavadní dramatické tvorbě. Podle Encyklopedie slovenských spisovatelů své četné novinářské a odborné práce Křižka knižně nevydal, ale jeho významnějším přínosem do slovenské literatury je právě divadelní publicistika, kterou klesnil cestu k modernímu divadlu (k tomu sloužily i jeho překlady moderních dramat).
Reflexi Křižkové tvorby se věnovali Michał Burdziński, Radoslav Passia a Lukáš Perný.